# EFL컵
EFL컵(EFL Cup), 일반적으로 리그컵(League Cup)이라고 알려진 이 대회는 잉글랜드의 축구 대회이다. 과거 풋볼 리그 컵으로 불렸지만 2016-17 대회부터 현재의 EFL컵으로 개칭되었다. FA컵과 마찬가지로 녹아웃 방식을 채택하고 있다. 잉글랜드의 10부 리그까지의 축구팀이 참가하는 FA컵에 반해 리그컵에는 프리미어리그의 20개 팀, 풋볼 리그의 72개 팀까지 프로 리그 소속팀만이 참가한다. FA컵과는 달리 준결승부터는 홈 앤 원정 방식으로 두 번 경기하게 된다. 리그컵 우승 팀은 UEFA 유로파컨퍼런스리그 진출권을 얻게 된다. 이는 유럽 대회에 참가하지 못하는 중상위 팀에는 좋은 기회로 여겨진다. 만약 우승 팀이 리그 순위에 따라 UEFA 챔피언스리그에 진출해 있다면, UEFA 유로파리그 진출권은 유럽 대회에 진출하지 못한 팀 가운데 가장 높은 순위의 팀에 주어지게 된다.

## 역사
1950년대 후반에 잉글랜드 클럽들은 조명장치를 설치하였다. 이는 겨울에도 주중 야간 경기가 가능해졌다는 걸 의미하는 것이다. 풋볼 리그 컵이라는 명칭으로 1960–61시즌 처음 개최되었고 특히 주중 조명을 사용한 야간 경기로 처음 시작되었다. 대회는 초반 몇 년 동안에는 많은 클럽들이 참가를 거부하였다. 승자에게 약속된 UEFA 컵 (현 UEFA 유로파리그의 전신)에 참가할 수 있는 권한은 완전한 리그 소속으로 참가해야 주어지기 때문이었다.
지난 10년간 유럽 축구의 재구성에 따라 UEFA 챔피언스리그의 구성 역시 재조정되면서, 리그컵은 UEFA 컵 진출권을 빼앗길 위기에 처하게 되었다. 아직까지는 진출권이 유지되고 있지만, 프랑스의 경우는 UEFA 컵 진출권이 2번째 순위의 컵대회 우승 팀에 주어지는 유일한 국가이다.
최다 우승 팀은 리버풀이다. 리버풀은 통산 10회 우승하였는데, 1980년대 초에만 우승을 4회 차지하였다. 리버풀은 결승에 14번 올랐는데, 이 역시 최다 결승 진출 기록이다. 리그컵 우승으로 1984년과 2001년에 리버풀은 국내에서 3개의 우승컵을 들어올리게 되었다. 또한 2012년에는 카디프 시티를 연장 2-2(승부차기 3-2)로 꺾고 2003년 이후 9년 만에 우승을 차지하기도 하였으며, 2022년에 첼시와의 결승전에서 연장전까지 0-0인 상황에서 승부차기에 들어가 11-10으로 승리하며 다시 10년만에 EFL컵 우승을 차지하였다.

## 구성

### 예선라운드
경기는 잉글랜드 축구 리그 시스템에 의해 지난 시즌에 낮은 순위를 기록한 팀들이 참가하게 된다. (보통은 내셔널리그에서 승격한 팀들이다.) 이 방식은 2002-03 시즌에 단 한번 사용됐었다.
경기는 단판제로 하고 동점일 경우 연장전을 실시하고 필요하다면 승부차기까지 실시한다. 이렇게 하여 승자가 다음 라운드로 진출한다.

### 1라운드
풋볼 리그에서 플레이하고 있는 모든 팀들은, UEFA 챔피언스리그나 UEFA 유로파리그에서 플레이하는 팀이 아니라면, 이 단계에서 참가하여 예선승자와 경기를 하게 된다. 때때로 한 팀 또는 좀 더 많은 팀에 2라운드로의 부전승이 주어질 때도 있는데, 이는 유럽에서 활약하는 팀의 숫자와 관계되어 있다. 여기에는 프리미어리그에서 활약하던 팀들도 나올 가능성이 있다. (보통은 프리미어리그에서 강등된 팀들이다.)
이 라운드에선, 팀들은 북부와 남부로 나뉘어서 (분류는 항상 똑같이 되지 않는다. 어떤 클럽은 북부에 속하지만 위치상 남부쪽에 가까워 남부에서 플레이하는 경우도 있다.) 경기를 한다. 각 섹션의 절반은 시드를 배정받고 나머지 절반은 받지 못한다. 대진은 시드배정받은 팀이 홈과 원정을 먼저 정하면 그 다음에 비시드팀 가운데서 선출되는 것이다.
경기는 단판제로 하고 동점일 경우 연장전을 실시하고 필요하다면 승부차기까지 실시한다. 이렇게 하여 승자가 다음 라운드로 진출한다.

### 2라운드
프리미어리그의 모든 팀들 가운데 유럽대회에서 플레이하는 팀을 제외하고 모두 참가하여 1라운드 승자와 대결하게 된다. 유럽대회 진출팀은 3라운드로 부전승이 되어 올라간다.
경기는 단판제로 하고 동점일 경우 연장전을 실시하고 필요하다면 승부차기까지 실시한다. 이렇게 하여 승자가 다음 라운드로 진출한다.

### 3라운드
유럽 대회에 진출해 있던 모든 팀들이 참가하여 2라운드 승자와 경기를 펼친다.
경기는 단판제로 하고 동점일 경우 연장전을 실시하고 필요하다면 승부차기까지 실시한다. 이렇게 하여 승자가 다음 라운드로 진출한다.

### 4, 5라운드
이전 라운드의 승자들은 단판제로 경기를 치러 동점일 경우 연장전을 실시하고 필요하다면 승부차기까지 실시한다. 5라운드는 보통 8강전으로 잘 알려져 있다.

### 준결승전
8강전에서 승리한 네 팀이 경기를 펼치게 된다.
경기는 홈 앤 원정 방식으로 두 번 치르게 된다. 그렇게 하여 합산 점수를 통해 높은 쪽이 결승으로 올라가게 된다. 점수가 같을 경우에는 연장전을 펼쳐 승부를 가른다. 연장전 끝에도 여전히 점수가 같을 경우에는 원정골이 높은 팀이 결승으로 올라가게 되고, 원정골도 같다면 승부차기를 하게 된다.

### 결승전
준결승의 승자 두 팀이 우승컵을 놓고 경기를 펼친다.
결승전은 단판으로 중립지역에서 경기를 하게 된다. (2000-01부터 2006-07까지는 밀레니엄 경기장이었지만, 2008년부터는 웸블리 경기장이다.) 필요할 경우엔 연장전과 승부차기까지 실시하여 우승 팀을 가리게 된다.

## 후원사
1981년부터 리그컵은 후원사의 명칭에 따라 대회명도 바뀌어 왔다.
| 연도      | 후원사       | 대회명             |
| --------- | ------------ | ------------------ |
| 1960-1981 | 없음         | 풋볼 리그 컵       |
| 1981-1986 | 영국낙농협회 | 밀크 컵            |
| 1986-1990 | 리틀우즈     | 리틀우즈 챌린지 컵 |
| 1990-1992 | 럼벨로즈     | 럼벨로즈 컵        |
| 1992-1998 | 코카콜라     | 코카콜라 컵        |
| 1998-2003 | 워싱턴즈     | 워싱턴 컵          |
| 2003-2012 | 몰슨 쿠어스  | 칼링 컵            |
| 2012-2016 | 캐피털 원    | 캐피털 원 컵       |
| 2016-2017 | 없음         | EFL컵              |
| 2017-현재 | 카라바오     | 카라바오 컵        |

## 역대 우승 팀 / 준우승 팀
| 시즌      | 우승                  | 준우승                |
| --------- | --------------------- | --------------------- |
| 1960-61   | 애스턴 빌라           | 로더럼 유나이티드     |
| 1961-62   | 노리치 시티           | 로치데일              |
| 1962-63   | 버밍엄 시티           | 애스턴 빌라           |
| 1963-64   | 레스터 시티           | 스토크 시티           |
| 1964-65   | 첼시                  | 레스터 시티           |
| 1965-66   | 웨스트브로미치 앨비언 | 웨스트햄 유나이티드   |
| 1966-67   | 퀸즈 파크 레인저스    | 웨스트브로미치 앨비언 |
| 1967-68   | 리즈 유나이티드       | 아스널                |
| 1968-69   | 스윈던 타운           | 아스널                |
| 1969-70   | 맨체스터 시티         | 웨스트브로미치 앨비언 |
| 1970-71   | 토트넘 홋스퍼         | 애스턴 빌라           |
| 1971-72   | 스토크 시티           | 첼시                  |
| 1972-73   | 토트넘 홋스퍼         | 노리치 시티           |
| 1973-74   | 울버햄프턴 원더러스   | 맨체스터 시티         |
| 1974-75   | 애스턴 빌라           | 노리치 시티           |
| 1975-76   | 맨체스터 시티         | 뉴캐슬 유나이티드     |
| 1976-77   | 애스턴 빌라           | 에버턴                |
| 1977-78   | 노팅엄 포리스트       | 리버풀                |
| 1978-79   | 노팅엄 포리스트       | 사우샘프턴            |
| 1979-80   | 울버햄프턴 원더러스   | 노팅엄 포레스트       |
| 1980-81   | 리버풀                | 웨스트햄 유나이티드   |
| 1981-82   | 리버풀                | 토트넘 홋스퍼         |
| 1982-83   | 리버풀                | 맨체스터 유나이티드   |
| 1983-84   | 리버풀                | 에버턴                |
| 1984-85   | 노리치 시티           | 선덜랜드              |
| 1985-86   | 옥스퍼드 유나이티드   | 퀸즈 파크 레인저스    |
| 1986-87   | 아스널                | 리버풀                |
| 1987-88   | 루턴 타운             | 아스널                |
| 1988-89   | 노팅엄 포레스트       | 루턴 타운             |
| 1989-90   | 노팅엄 포레스트       | 올덤 애슬레틱         |
| 1990-91   | 셰필드 웬즈데이       | 맨체스터 유나이티드   |
| 1991-92   | 맨체스터 유나이티드   | 노팅엄 포리스트       |
| 1992-93   | 아스널                | 셰필드 웬즈데이       |
| 1993-94   | 애스턴 빌라           | 맨체스터 유나이티드   |
| 1994-95   | 리버풀                | 볼턴 원더러스         |
| 1995-96   | 애스턴 빌라           | 리즈 유나이티드       |
| 1996-97   | 레스터 시티           | 미들즈브러            |
| 1997-98   | 첼시                  | 미들즈브러            |
| 1998-99   | 토트넘 홋스퍼         | 레스터 시티           |
| 1999-2000 | 레스터 시티           | 트랜미어 로버스       |
| 2000-01   | 리버풀                | 버밍엄 시티           |
| 2001-02   | 블랙번 로버스         | 토트넘 홋스퍼         |
| 2002-03   | 리버풀                | 맨체스터 유나이티드   |
| 2003-04   | 미들즈브러            | 볼턴 원더러스         |
| 2004-05   | 첼시                  | 리버풀                |
| 2005-06   | 맨체스터 유나이티드   | 위건 애슬레틱         |
| 2006-07   | 첼시                  | 아스널                |
| 2007-08   | 토트넘 홋스퍼         | 첼시                  |
| 2008-09   | 맨체스터 유나이티드   | 토트넘 홋스퍼         |
| 2009-10   | 맨체스터 유나이티드   | 애스턴 빌라           |
| 2010-11   | 버밍엄 시티           | 아스널                |
| 2011-12   | 리버풀                | 카디프 시티           |
| 2012-13   | 스완지 시티           | 브래드퍼드 시티       |
| 2013-14   | 맨체스터 시티         | 선덜랜드              |
| 2014-15   | 첼시                  | 토트넘 홋스퍼         |
| 2015-16   | 맨체스터 시티         | 리버풀                |
| 2016-17   | 맨체스터 유나이티드   | 사우샘프턴            |
| 2017-18   | 맨체스터 시티         | 아스널                |
| 2018-19   | 맨체스터 시티         | 첼시                  |
| 2019-20   | 맨체스터 시티         | 애스턴 빌라           |
| 2020-21   | 맨체스터 시티         | 토트넘 홋스퍼         |
| 2021-22   | 리버풀                | 첼시                  |
| 2022-23   | 맨체스터 유나이티드   | 뉴캐슬 유나이티드     |
| 2023-24   | 리버풀                | 첼시                  |
| 2024-25   | 뉴캐슬 유나이티드     | 리버풀                |